# Charles Coburn
Charles Douville Coburn (Savannah, 19 de junho de 1877 - Nova Iorque, 30 de agosto de 1961) foi um ator de cinema e teatro norte-americano. Foi premiado com o Oscar de Melhor Ator Coadjuvante em 1944, por sua atuação no filme The More the Merrier. Era avô do também vencedor do Oscar, James Coburn.

## Biografia
Aos 17 anos tornou-se gerente de um teatro em sua terra natal, onde começara três anos antes. Sua estreia na Broadway deu-se em 1901. Em 1906, constituiu uma companhia teatral com sua primeira esposa, Ivah Wills. Sua primeira aparição no cinema aconteceu somente na primeira metade de década de 1930. Ator em papéis característicos, notabilizou-se por encarnar homens de negócio severos ou políticos com um coração de ouro.
Popular em comédias, seu grande momento foi em The More the Merrier (1943), como um exagerado executivo obrigado a dividir um apartamento com outras pessoas na Washington, D. C. da Segunda Guerra. O papel lhe deu seu único Oscar, mas foi indicado em outras duas ocasiões, por The Devil and Miss Jones (1941) e The Green Years (1946).
Continuou a trabalhar no teatro, onde inclusive se encontrava uma semana antes de falecer, numa montagem de "You Can't Take It with You". Já octogenário, fez trabalhos na televisão, com o entusiasmo de iniciante.
Seu casamento com Ivah Mills, com quem teve seis filhos, durou de 1906 a 1937, ano em que ela faleceu. Em 1959, casou-se com Winifred Jean Clements Natzka, que lhe deu mais um filho. O matrimônio terminou com sua própria morte, em 30 de agosto de 1961, vítima de ataque cardíaco.

## Filmografia parcial[1]
- 1935 The People's Enemy
- 1938 Of Human Hearts
- 1938 Yellow Jack
- 1938 Vivacious Lady
- 1938 Lord Jeff
- 1939 Idiot's Delight
- 1939 Made for Each Other
- 1939 The Story of Alexander Graham Bell
- 1939 Bachelor Mother
- 1939 In Name Only
- 1939 Stanley and Livingstone
- 1940 Road to Singapore
- 1940 Florian
- 1940 Edison the Man
- 1940 Three Faces West
- 1940 The Captain Is a Lady
- 1941 The Lady Eve
- 1941 The Devil and Miss Jones
- 1941 Our Wife
- 1941 Unexpected Uncle
- 1941 H. M. Pulham Esq.
- 1942 Kings Row
- 1942 In This Our Life
- 1942 George Washington Slept Here
- 1943 The More the Merrier
- 1943 The Constant Nymph
- 1943 Heaven Can Wait
- 1943 My Kingdom for a Cook
- 1943 Princess O'Rourke
- 1944 Knickerbocker Holiday
- 1944 Wilson
- 1944 The Impatient Years
- 1944 Together Again
- 1945 A Royal Scandal
- 1945 Rhapsody in Blue
- 1945 Over 21
- 1945 Shady Lady
- 1946 Colonel Effingham's Raid
- 1946 The Green Years
- 1947 Lured
- 1948 The Paradine Case
- 1948 B. F.'s Daughter
- 1948 Green Grass of Wyoming
- 1949 Impact
- 1949 Everybody Does It
- 1949 The Doctor and the Girl
- 1949 The Gal Who Took the West
- 1949 Yes Sir That's My Baby
- 1950 Peggy
- 1950 Louisa
- 1950 Mr. Music
- 1951 The Highwayman
- 1952 Has Anybody Seen My Gal?
- 1952 Monkey Business
- 1953 Trouble Along the Way
- 1953 Gentlemen Prefer Blondes
- 1954 The Rocket Man
- 1954 The Long Wait
- 1955 How to Be Very Popular
- 1956 The Power and the Prize
- 1956 Around the World in 80 Days
- 1957 Town on Trial
- 1957 How to Murder a Rich Uncle
- 1957 The Story of Mankind
- 1959 The Remarkable Mr. Pennypacker
- 1959 Stranger in My Arms
- 1959 John Paul Jones
- 1960 Pepe

## Premiações
- Oscar:
  - Melhor Ator Coadjuvante
    - The Devil and Miss Jones, 1941 - Indicado
    - The More the Merrier, 1943 - Vencedor
    - The Green Years, 1946 - Indicado